# Василий (Царёвский)
Епископ Василий (в миру Александр Александрович Царевский; 10 октября 1848 — 27 ноября 1902) — магистр богословия, ректор Тверской и Киевской духовных семинарий, епископ Русской православной церкви, епископ Старицкий, викарий Тверской епархии. Брат Алексея Александровича Царевского.

## Биография
Родился в 1848 году в Казанской епархии, в семье протоиерея.
Окончил Тамбовскую духовную семинарию (1868). Затем, в 1872 году окончил Казанскую духовную академию со степенью кандидата богословия.
Был определён, 21 июля (2 августа) 1872 года, преподавателем философии, психологии, педагогики Самарской духовной семинарии. Но уже с 1873 года преподавал в Казанской духовной семинарии математику и физику. Одновременно с этим, он также преподавал педагогику в Мариинской женской гимназии, с 1895 по 1896 года, и Родионовском институте благородных девиц, с 1889 по 1897 года.
В 1898 году утверждён в степени магистра богословия и назначен 2 декабря ректором Тверской духовной семинарии.
В 1899 году пострижен в монашество: 13 января рукоположен во иеромонаха и возведён в сан архимандрита.
5 (17) декабря 1899 года перемещен ректором в Киевскую духовную семинарию.
13 (25) января 1900 года уволен по болезненному состоянию от ректорства и определен управляющим Тверским Успенским Отроча монастырем.
30 апреля (13 мая) 1900 года в Твери хиротонисан во епископа Старицкого, викария Тверской епархии. Чин хиротонии возглавил архиепископ Тверской Димитрий (Самбикин).
Скончался 27 ноября (10 декабря) 1902 года, от воспаления легких, похоронен на территории Успенского Отроча монастыря.
Бывшие ученики и почитатели епископа Василия основали в честь его стипендию в Казанской духовной семинарии.